# Laagland van Anadyr

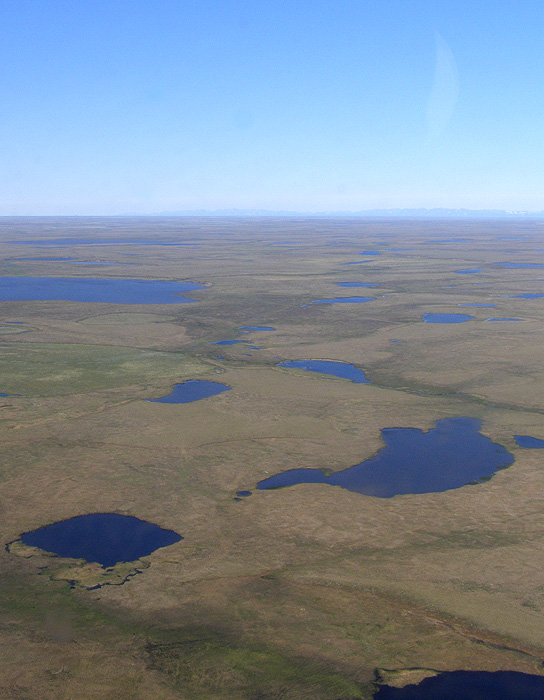
Laagland van Anadyr

Het Laagland van Anadyr bevindt zich in het westen van Tsjoekotka in het noordoosten van het Russische Verre Oosten. Het grenst in het noorden aan het Anadyrgebergte, in het oosten aan de Golf van Anadyr van de Beringzee; het noordelijkste deel van de Grote Oceaan, in zuidelijke richting sluit het aan op het Korjakengebergte en in het westen gaat het laagland over naar het Anadyrplateau.
Het laagland wordt beheerst door taiga, toendra en permafrost en is zeer dunbevolkt. De gelijknamige  Anadyrrivier doorsnijdt het laagland. Aan haar monding ligt het stadje Anadyr.